# Ain't She Sweet
Ain't She Sweet è una canzone composta da Jack Yellen e Milton Ager; il primo gruppo a registrare il pezzo fu Lou Gold & His Orchestra, nel 1927, ma ci furono numerose cover, fra cui una di Frank Sinatra, una di Gene Vincent e una dei Beatles.

## Lecover

### I Beatles
Due performance da parte dei Beatles di Ain't She Sweet coprono l'intera carriera della band: una risale ai primi anni, mentre la seconda si annovera fra le ultimissime canzoni registrate dai quattro. I Beatles suonavano il pezzo a tarda notte, per «mostrare che non erano una band R&R qualunque», secondo le parole di McCartney. Inizialmente veniva suonato esattamente come la versione di Gene Vincent, ma l'audience tedesca, che chiedeva pezzi "più forti", spinse il gruppo a modificane l'esecuzione, rendendolo simile a una marcia. Mentre suonavano ad Amburgo nella primavera 1961, i Beatles, con ancora Pete Best alla batteria, vennero contattati da Bert Kaempfert per registrare come gruppo di supporto del chitarrista britannico Tony Sheridan. Le sedute di registrazione iniziarono il 24 giugno dello stesso anno, allo Studio Rahlstedt; in quella giornata vennero registrate Ain't She Sweet, Nobody's Child e Take Out Some Insurance on Me, Baby. A differenza di buona parte dei pezzi registrati, che poi confluirono sull'LP My Bonnie, in questo non è presente alcun contributo di Sheridan. Spesso il pezzo apparve in raccolte dei pezzi incisi ad Amburgo, tra cui una con lo stesso titolo, e solo nel 1995 apparve sull'Anthology 1.
Una seconda versione è stata invece inclusa sull'Anthology 3, dell'anno seguente. Venne registrata il 24 luglio 1969; quel giorno, dopo essersi occupati dei brani Sun King e Mean Mr. Mustard, registrarono tre pezzi di Vincent: Ain't She Sweet, Who Slapped John? e Be-Bop-A-Lula, ma solo il primo è stato incluso sul disco.
John Lennon, durante le sedute di registrazione del disco Walls and Bridges, nell'estate 1974, registrò una sua cover del brano, ma non venne pubblicata, e una versione tagliata di soli 30 secondi compare sul box-set John Lennon Anthology del 1998.

#### Formazione

##### Anthology 1
- John Lennon: voce, chitarra ritmica
- Paul McCartney: basso elettrico
- George Harrison: chitarra solista
- Pete Best: batteria[2]

##### Anthology 3
- John Lennon: voce, chitarra ritmica
- Paul McCartney: basso elettrico
- George Harrison: chitarra solista
- Ringo Starr: batteria[2]